# Portrait d'un Jeune Anglais
Portrait d'un Jeune Anglais (ou Portrait d'un Gentilhomme) est un portrait réalisé vers 1540-45 par Titien, aujourd'hui conservé dans la galerie Palatine du palais Pitti, à Florence. Son sujet n'est pas identifié, mais pourrait être Henry Howard, comte de Surrey, Ottavio Farnèse ou Ippolito Riminaldi.

## Description
Le jeune homme apparaît délicatement sur le fond rendu avec de savantes touches de pinceau à peine accentuées au cou et aux poignets de la dentelle immaculée de la chemise. Cité dès 1698 dans les collections des grands-ducs florentins, il s'agit incontestablement d'un portrait exceptionnel du début de la période de maturité de l'artiste. Les yeux glauques et transparents du personnage contribuent à donner au regard une grande pénétration psychologique.

## Postérité
La peinture fait partie du musée imaginaire de l'historien français Paul Veyne, qui le décrit dans son ouvrage justement intitulé Mon musée imaginaire.